# جولي هايز
جولي هايز (2 مايو 1973 في أستراليا - ) (بالإنجليزية: Julie Hayes)‏ هي لاعبة كريكت أسترالية. شاركت مع منتخب أستراليا الوطني للكريكت. أما مع النوادي، فقد لعبت مع New South Wales Breakers ‏.

## وصلات خارجية
- جولي هايز على موقع إي آس بي آن كريك إنفو (الإنجليزية)